# Municipio de Mill Creek (condado de Wabaunsee)
El municipio de Mill Creek (en inglés: Mill Creek Township) es un municipio ubicado en el condado de Wabaunsee en el estado estadounidense de Kansas. En el año 2010 tenía una población de 232 habitantes y una densidad poblacional de 1,2 personas por km².

## Geografía
El municipio de Mill Creek se encuentra ubicado en las coordenadas 38°53′14″N 96°9′52″O / 38.88722, -96.16444. Según la Oficina del Censo de los Estados Unidos, el municipio tiene una superficie total de 192.89 km², de la cual 191,63 km² corresponden a tierra firme y (0,66 %) 1,26 km² es agua.

## Demografía
Según el censo de 2010, había 232 personas residiendo en el municipio de Mill Creek. La densidad de población era de 1,2 hab./km². De los 232 habitantes, el municipio de Mill Creek estaba compuesto por el 98,28 % blancos, el 0,43 % eran de otras razas y el 1,29 % eran de una mezcla de razas. Del total de la población el 2,59 % eran hispanos o latinos de cualquier raza.